# Minden létező (X-akták)
A „Minden létező” az X-akták című amerikai sci-fi televíziós sorozat hetedik évadának tizenhetedik epizódja. Írta és rendezte a főszereplő Gillian Anderson, és 2000. április 9-én került először adásba a Fox csatornán. Az epizód nem kapcsolódik az X-akták tágabb mitológiájához, és „A hét szörnye” történetként funkcionál. Az első adást 12,18 millióan nézték meg, a Nielsen 7,1-es háztartási nézettséget ért el. Az epizód vegyes kritikákat kapott a kritikusoktól; sokan a párbeszédeket mesterkéltnek nevezték, és kritizálták Scully jellemzését. A nézői reakciók azonban általában pozitívak voltak.
A „Minden létező” a sorozat egyetlen olyan epizódja, amelyet Anderson írt és rendezett, valamint az első olyan epizód az X-akták sorozatban, amelyet egy nő rendezett. Az epizódban erőteljesen felhasználják a „The Sky Is Broken” című dalt Moby 1999-es Play című albumáról, valamint egy gongot. Az epizódot a pragmatizmus és a feminista filozófia témái miatt elemezték.

## Cselekmény
Dana Scully (Gillian Anderson), az FBI különleges ügynöke a tükör előtt öltözködik. Miközben távozik, kollégája, Fox Mulder (David Duchovny) az ágyában fekszik, fél testét ágynemű takarja. Az elbeszélés visszapillant néhány nappal korábbra: Scully megérkezik egy kórházba, és a véletlenek sorozata után találkozik egykori professzorával, Daniel Waterstonnal (Nicolas Surovy), akivel viszonya volt, amíg az orvosi egyetemre járt. A férfi beteg, és egy nem diagnosztizált szívbetegségben szenved. A lány megkérdőjelezi, hogy jól döntött-e, amikor elhagyta őt, és felhagyott orvosi karrierjével, hogy az FBI-nál folytathassa pályafutását. Találkozik Waterston lányával, Maggie-vel (Stacy Haiduk), aki rendkívül neheztel Scullyra azért, mert hatással volt Waterston családjára.
Mulder - útban Angliába, ahol szívcsakra alakú gabonaköröket vizsgál - felhívja Scullyt, és megkéri, hogy találkozzon egy kapcsolatával, Colleen Azarral (Colleen Flynn), hogy információt szerezzen. Miközben Scully az autója vezetése közben Mulderrel beszél a mobiltelefonján, egy nő jelenik meg a zebrán. Scully erősen fékez, hogy ne üsse el a nőt. Eközben épphogy elkerüli, hogy egy nyerges vontatóval ütközzön. Rájön, hogy ha a nő nem állt volna az útjába, a teherautó megölte volna. Amikor később megérkezik Azar házához, észreveszi, hogy Scully személyes válságon megy keresztül, és megpróbál neki tanácsot adni, de Scully elutasítóan viselkedik.
Később Scully visszatér, hogy bocsánatot kérjen Azartól, és hajlandó meghallgatni az ötleteit. Azar megosztja tudását a buddhizmusról, a kollektív tudattalan fogalmáról és a személyes aurákról. Azar úgy véli, hogy ezek a fogalmak magyarázatot adhatnak a furcsa eseményekre. Waterston meglátogatása közben majdnem meghal, de Scully egy defibrillátor segítségével megmenti, azonban ettől kómába is esik. Miután a kórházban szembesül Maggie-vel arról, hogy mi történt az apjával, Scully átsétál a kínai negyedbe. Meglátja a nőt, aki korábban megjelent a zebránál, követi őt egy kis buddhista templomba, mielőtt a titokzatos nő látszólag eltűnik. A templomban Scullynak látomása van arról, hogy mi betegíti meg Waterstont. Azarral együtt visszatér a kórházba, hogy meglátogassa Waterstont.
Azar és egy gyógyító alternatív kezelést nyújt Waterston számára, aki teljesen felépül. A férfi bejelenti, hogy még mindig kapcsolatot akar Scullyval, de a nő rájön, hogy már nem ugyanaz az ember, aki sok évvel ezelőtt volt, és elutasítja a férfit. Miközben a kórház előtt ül egy padon, Scully azt hiszi, hogy újra látja a titokzatos nőt, de kiderül, hogy az Mulder. Később a két ügynök Mulder lakásában ülve beszélget az elmúlt napok eseményeiről. Mulder egzisztenciálisabban kezd beszélni a történtekről, utalva arra, hogy a sors hozta össze őket, de amikor Scullyra néz, látja, hogy a nő elaludt.

## Az epizód készítése

### Koncepció és írás
Valamikor az X-akták hatodik évadában Anderson megkereste Chris Cartert, a sorozat készítőjét, és megkérte, hogy írjon egy olyan epizódot, amely a „buddhizmus és a spirituális gyógyítás ereje” iránti saját érdeklődését vizsgálja; végül olyan forgatókönyvet akart írni, amelyben Scully egy „mélyen személyes X-aktát követ, amelyben spirituális útra kerül, amikor a logika cserbenhagyja”. Egyetlen ülés alatt írta meg a „Minden létező” alapvázlatát, amit Carter a történet „személyes és csendes” jellege miatt jóváhagyott. 15 oldallal túl hosszú volt Anderson első vázlata, és nem tartalmazott befejező negyedik felvonást. Carter és Frank Spotnitz executive producer ezért elkezdett Andersonnal együtt dolgozni az epizód befejezésén, bár Carter és Spotnitz később elismerte, hogy a forgatókönyv nagy része „teljesen Gilliané volt”.
Annak ellenére, hogy elégedett a végső változattal, Anderson sajnálja a forgatókönyv néhány „szükséges” változtatását, leginkább azt a kiegészítést, hogy Scully és Waterston viszonya intim volt. Az eredeti forgatókönyvben a két fél „közel került a viszonyhoz”, de Scully véget vetett a kapcsolatnak, amikor rájött, hogy Waterston nős.  Az epizód kommentárjában Anderson továbbfejlesztette Scully és Waterston eredeti háttértörténetét: miután Scully és Waterston közel kerültek a viszonyhoz, Scully elment Quanticóba tanulni, hogy FBI-ügynök lehessen. Miután elment, Waterston depressziós lett, és a családja gyanakodni kezdett a viszonyra. Az érzelmi zűrzavar túl sok volt Waterston feleségének, aki öngyilkos lett, ami miatt Waterston lánya, Maggie megutálta Scully-t. Anderson úgy vélte, hogy ennek a háttértörténetnek az eltávolítása miatt a nézők nehezen értették meg Maggie undorát Scully iránt.
Amikor Anderson először írta az epizódot, nem utalt arra, hogy Scully és Mulder szeretkeztek volna. Spotnitz és a produkciós stáb azonban természetesnek érezte, hogy azt sugallják, Scully és Mulder kapcsolata romantikussá fejlődött. A szívcsakra gabonakörök ötlete azért került bele, mert Anderson azt akarta, hogy „bármiben is volt Muldernek része, ami elvitte őt tőlem, Washingtonból, valahogy kapcsolódjon ahhoz, amin én keresztülmentem - az utazáshoz, amin én keresztülmentem”. Így Anderson sok időt szentelt mind a gabonakörök, mind a szívcsakrák kutatására, de később további elismerést adott Spotnitznak, aki segítette őt a kutatási folyamatban.

### Rendezés és zene
Körülbelül ugyanabban az időben, amikor Carterhez fordult egy epizód megírásával kapcsolatban, Andersont a televíziós csatornák is megkeresték, és érdeklődtek iránta, hogy ő rendezzen sorozatokat. Ő azonban még soha nem rendezett korábban, és úgy döntött, hogy először az X-akták egyik epizódját fogja irányítani, mielőtt más sorozatokon dolgozna. Következésképpen, amikor Anderson felvetette az eredeti forgatókönyvi ötletét, azt is kifejezte, hogy szeretné rendezni az epizódot. Carter elfogadta a sztoriját, de addig nem nevezte ki rendezőnek, amíg az összes átdolgozás és átírás be nem fejeződött. Anderson az epizód nagy részében Kim Manners sorozatrendezővel dolgozott együtt, aki rendezői feladatokat adott Andersonnak - például egy listát kellett készítenie minden jelenethez a felvételekről -, hogy megismerkedjen a rendezés követelményeivel. Az X-aktáknak ez az epizódja volt az első, amelyet egy nő rendezett.
Anderson rendezése segített lendületet adni a produkciónak, és a stáb a szokásosnál is keményebben dolgozott, hogy minden rendben legyen a kedvéért: Corey Kaplan produkciós tervező Anderson kérésére mindent megtett, hogy találjon egy buddhista templomot, Rick Millikan casting igazgató pedig segített Andersonnak kiválasztani a megfelelő színészeket. Millikan később azt mondta, hogy különösen élvezte a munkát Andersonnal, mert „szórakoztató volt [neki] nézni, ahogy végigcsinálja a castingot, mert ez mind új volt számára.” A forgatáson Anderson rendezői stílusát Marc Shapiro a Minden dolgok című könyvében úgy jellemezte, hogy „telitalálat”. Később azt írta, hogy „Anderson ügyes keze volt rendezői debütálásában, a színészeket az akaratának megfelelően ösztökélte, a döntéseket menet közben hozta meg, és kezelte a bonyolult speciális effektusokat.” A sorozat rajongói később írásban fejezték ki elismerésüket Anderson rendezői képességeiért. Anderson részt vett a forgatás utáni vágásban is, amelynek során kénytelen volt a Scully és Daniel Waterston közötti utolsó beszélgetés jelenetét körülbelül 10 perccel lerövidíteni. A rendezés során a színésznőnek nem volt könnyű dolga.
A meditációs jelenethez korábbi epizódokból származó klipeket kellett flashbackben megjeleníteni. Kezdetben Paul Rabwin és a speciális effektek stábja elrendezte a szükséges jeleneteket, és animált buborékokban helyezte el őket. A stáb azonban elégedetlen volt a buborékokkal, és úgy érezték, hogy túl „hokey”, ezért a szokásosabb résszkennelési effektust alkalmazták. A Waterston szívbetegségét vizualizáló Scully jelenetének elkészítéséhez Nicolas Surovy-nak meztelenül kellett feküdnie egy kék vászonnal körülvett emelvényen. A mellkasán lévő gömböt mozgásvezérléssel párosították egy külön elkészített és lefilmezett, dobogó szívprotézis jelölőjeként. A két felvételt ezután kombinálták.
Anderson a Moby 1999-es Play című albumáról származó „The Sky Is Broken” című dalt szerette volna beépíteni az epizódba, mivel úgy érezte, hogy a dal szövege „illik [a] forgatókönyvben kibontakozó ötlethez.”. Anderson a nyitó képsorok utáni első felvételt, amelyben Scully készülődik, miközben víz csöpög a mosogatóból, úgy alakította ki, hogy „a hangok folytatását, ritmikus hangzást” teremtsen, mert ez fontos volt a sorozat zenei aspektusa szempontjából. Anderson és a sorozat zeneszerzője, Mark Snow együtt dolgoztak az utómunka során; a forgatás után több zenei CD-t küldött Snow-nak, és olyan kompozíciókat kért tőle, amelyek stílusban és hangulatban hasonlóak voltak. Egy bizonyos dallam, amelyen ketten dolgoztak, később „Scully témája” lett, amelyet csak a nyolcadik évad „Ellopott lelkek” című epizódjában sugároztak. A „Minden létező” című epizódban a gongot is használták, egy hangszert, amelyet Anderson „nagyon tibeti” és „megfelelőnek nevezett ehhez az epizódhoz”.

## Témák
Az X-akták filozófiája című könyv „Scully mint pragmatista feminista” című fejezetében Erin McKenna azt állítja, hogy a „Minden létező” „fontos változást” jelent Scully tudományhoz, ismeretszerzéshez és az igazság kereséséhez való hozzáállásában. Azzal indokolja, hogy az epizód eseményei megnyitják Scully elméjét a megismerés új módjaira, konkrétan említve „az aurákat, csakrákat, látomásokat ... és a véletlenek fontosságát.” McKenna megjegyzi, hogy Scully szemléletváltása az amerikai pragmatizmus felé való elmozdulást jelenti, azt a hitet, hogy a valóság folyamatosan változik. A pragmatisták Mulderhez hasonlóan hisznek abban, hogy „az igazság odaát van” - ez a sorozat mottója. A „Minden létező”-ben Scully kezdi elfogadni a pragmatizmust, bár még mindig ragaszkodik szkeptikus gyökereihez. A kettő keveredésével Scully egyszerű szkeptikusból, aki bizonyítékot követel egy igazság érvényesítésére, empiristává válik, aki bizonyítékot akar, de nyitott más nézőpontokra is.
McKenna emellett azzal indokolja, hogy a „Minden létező” nagy hatással van a feminista filozófiára és ismeretelméletre, olyan gondolkodási iskolákra, amelyek feminista keretek között próbálják kritizálni vagy újraértékelni a hagyományos filozófia és ismeretelmélet eszméit McKenna szerint a feminizmus elutasítja a dualista gondolkodásmódot, különösen a „tipikus férfi/nő dualizmust”. A feminista filozófia ehelyett pluralista gondolkodásmódot követel, megjegyezve, hogy a világról számos konzisztens igazságkészlet létezik.". Az epizódban Scully kezdetben "biztos a racionálisabb tudományos szemléletében és megközelítésében.". Az epizód előrehaladtával azonban úgy dönt, hogy elágazik. Végül egy szellemgyógyítót hív be, hogy „megerősítse vagy semmissé tegye az új hiedelmeket, amelyekkel találkozik.” Annak ellenére, hogy a miszticizmusba belekóstol, egy olyan területbe, amelyet a patriarchátus általában nőiesnek sztereotipizál, Scully „hosszadalmas nyomozásba” kezd, a kérdés minden oldalát megvizsgálva, hogy Waterston egészségét visszaadja.
Amikor Mulder és Scully az epizód végén beszélgetnek, Mulder megkérdőjelezi azt a tényt, hogy „két napra elhagyta a várost, és [Scully] beszélt Istennel egy buddhista templomban, és Isten visszaszólt.”. Scully erre így válaszol: „Nem mondtam, hogy Isten visszaszólt.” McKenna azt javasolja, hogy ez egy példa arra, hogy Scully racionális tudományos megközelítése és az újabb, feminista pragmatizmus keveredik. A két megértési módot „nem ... egymással versengő rendszereknek kell tekinteni, hanem egymást kiegészítőnek, ahogyan Scully és Mulder is.” McKenna arra a következtetésre jut, hogy ezt a nyitójelenet képviseli, amelyben Mulder és Scully burkoltan szexeltek. Ezt metaforának szánják, amely Scully és Mulder különböző filozófiáinak teljes összeolvadását mutatja a pragmatikus feminizmusban.
A sorozatról szóló tudományos monográfiájában Theresa L. Geller hosszasan foglalkozik „Minden létező”-vel, miközben a sorozat szexuálpolitikáját tárgyalja. Geller azt állítja, hogy Anderson a rendezői debütálását arra használja fel, hogy feminista beavatkozást tegyen Scully karakterébe, megjegyezve, hogy az epizód címe „valószínűleg egy megjegyzés a korábbi Scully-epizódra, a "Minden lélek" címűre, amely Scullyt ismét önfeláldozó anyaként ábrázolta”, míg a „Minden létező” „lehetővé tette Anderson számára, hogy olyan történetet hozzon létre, amely Scully ívét a katolicizmus anyagtalan vallásosságától egy anyagibb, megtestesült spiritualitás felé, a lelkektől a dolgok felé tolja el”.  Geller az epizódot Anderson női rajongókkal való hosszú távú elkötelezettségének kontextusában elemzi, azzal érvelve, hogy „olyan narratívát kínál, amely elismeri a shipperek azonosulását Scullyval, nem mint a csábítás tárgyával, hanem mint egy olyan figurával, akire közvetlenül hatnak a nők, és akit megváltoztat az, amit megtanul, amikor hallgat rájuk”.
Geller úgy látja, hogy ez a beavatkozás közvetlenül kapcsolódik az epizód narratív sajátosságához: „Bár nem FBI-vonatkozású és nem paranormális, a 'Minden létező' azt sugallja - és modellezi -, hogyan tanulhatunk a nők tudásából, még akkor is, ha az intuitív, 'irracionális' és megtestesült. Ehhez azonban formai, műfaji váltást kellett végrehajtani". A „Minden létező” az X-akták generikus szókincsét bővíti azzal, hogy Vittorio De Sica 1953-as nőközpontú melodrámájából, a Termini pályaudvarból vett jelenetet is beemeli, egy olyan utalást, amely „aláhúzza a generikus konvenciókat a nők által a románcban tett »szánalmas impulzusok mögött álló, e mögött az alkudozás mögött álló« nőkre”, de ezt csak azért teszi, hogy kiemelje, hogy „ebben az epizódban Scully vágyait végül nem az életében lévő férfiak katalizálják, hanem olyan nők, akiket nem ismer - hasonlóan az X-akták női rajongóihoz, akik a sorozatot alakították”.

## Bemutató és fogadtatás
Az epizódot eredetileg 2000. április 9-én sugározta az Egyesült Államokban a Fox csatorna, az Egyesült Királyságban pedig 2000. július 9-én a Sky1. Az Egyesült Államokban 12,18 millióan nézték a „Minden létező”-t, a Nielsen 7,5-es háztartási nézettséget ért el, 11-es részesedéssel, ami azt jelenti, hogy a televízióval felszerelt háztartások nagyjából 7,5 százaléka, a tévét néző háztartások 11 százaléka kapcsolta be az epizódot. Az Egyesült Királyságban, a „Minden létező”-t 580 000 néző látta, ezzel a hetedik legnézettebb műsor volt a Sky1-en azon a héten. 2003. május 13-án az epizódot DVD-n is kiadták a teljes hetedik évad részeként.
Nem minden értékelés volt negatív. Kinney Littlefield az Orange County Registertől azt írta, hogy a „merengő, meditatív epizód” „nem rossz Anderson első rendezői munkájához képest.” Azt azonban megjegyezte, hogy nem volt olyan „ravasz, mint a Duchovny által rendezett, idegen baseballjátékosról szóló epizód.” A Michigan Daily írója, Melissa Runstrom a hetedik évadról írt kritikájában „érdekesnek” nevezte az epizódot.
Míg az epizód langyos kritikákat kapott a kritikusoktól, a sorozat rajongói általában pozitívan reagáltak a „Minden létező”-re, és a sorozat producerei hívásokat és leveleket kaptak a nézőktől, amelyekben azt írták, hogy „imádták a sebezhetőséget és a csendes elszántságot, amit Scully felfedett a szokatlan epizódban”.

## Fordítás
Ez a szócikk részben vagy egészben  az   All Things című angol Wikipédia-szócikk fordításán alapul.  Az eredeti cikk szerkesztőit annak laptörténete sorolja fel. Ez a jelzés csupán a megfogalmazás eredetét és a szerzői jogokat jelzi, nem szolgál a cikkben szereplő információk forrásmegjelöléseként.